# Cratere Topola
Topola  è un cratere sulla superficie di Marte.